# NGC 2179
NGC 2179 је спирална галаксија у сазвежђу Зец која се налази на NGC листи објеката дубоког неба.
Деклинација објекта је - 21° 44' 46" а ректасцензија 6h 8m 2,1s. Привидна величина (магнитуда) објекта NGC 2179 износи 12,3 а фотографска магнитуда 13,2. Налази се на удаљености од 34,2000 милиона парсека од Сунца. NGC 2179 је још познат и под ознакама ESO 555-38, MCG -4-15-11, IRAS 06059-2144, PGC 18453.